# Ligi Ndogo
El Ligi Ndogo SC, conocido simplemente como Ligi Ndogo, es un club de fútbol de Kenia que juega en la Liga Keniana de Fútbol, la segunda competición de fútbol más importante del país.

## Palmarés
- Anti Corruption Cup: 1

2009